# John Veitch

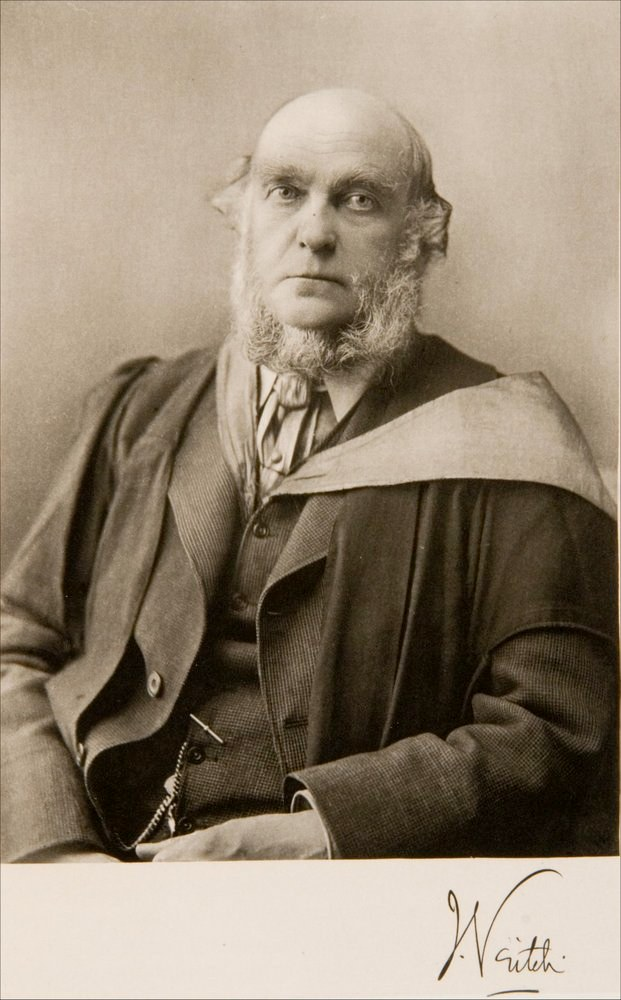
John Veitch, 1880

John Veitch (* 24. Oktober 1829 in Peebles; † 3. September 1894 in Peebles) war ein schottischer Philosoph und Historiker der Scottish Borders.

## Leben
Veitchs Vater, James Veitch, war Veteran der Napoleonischen Kriege auf der Iberischen Halbinsel. Seine Mutter war James’ Ehefrau Nancy Ritchie, eine überzeugte Christin, die sich der Free Church of Scotland Bewegung um Thomas Chalmers verbunden fühlte. Veitch erhielt eine hervorragende Ausbildung in den örtlichen Schulen, wo er mit Schulkameraden wie Henry Calderwood aufwuchs, dem späteren Professor für Moralphilosophie in Edinburgh. Allerdings fehlten der Ausbildung alle Elemente wie Musik, Kunst oder Sport, Mängel, die er in seinem späteren Leben mit viel Zeitaufwand ausgleichen musste. Die Ausbildung erlaubte es ihm aber ein Stipendium für sein erstes Jahr an der University of Edinburgh zu erlangen, wo er sich 1845 im Alter von 16 Jahren einschrieb.
1843 hatte sich die Free Church of Scotland in dem als Disruption (engl. Spaltung, Trennung, Unterbrechung) bekannten Vorgang von der Church of Scotland getrennt. Veitch wollte Theologie studieren mit dem Ziel als Pfarrer der Free Church ordiniert zu werden. Wie üblich für angehende Theologen, hörte er daher auch Philosophiekurse. Und wie andere Studenten auch, erkannte er recht schnell, dass am New College, der frisch gegründeten Universität der Free Church, interessantere Kursinhalte angeboten wurden, als an der Edinburgh University. So besuchte er in Edinburgh Kurse bei Sir William Hamilton, Professor für Logik und Metaphysik, und bei dem Professor für Moralphilosophie, Christopher North. Diese konkurrierten mit Alexander Campbell Fraser und Patrick MacDougall im College der Free Church. Er schloss sich auch der Studentengemeinschaft Metaphysical and Ethical am New College an und veröffentlichte dort auch eigene Schriften.
Wie damals üblich, hielt Veitch Titel für unwichtig, da sie willkürlich vergeben wurden und so nahm er nie eine Abschlussprüfung. Als die Universitätsreform 1858 eine solidere Prüfungsbasis einführte, hatte Veitch seine Studien schon abgeschlossen. Später wurden ihm seine Titel ehrenhalber verliehen. Obwohl er weiterhin religiös lebte, gab Veitch doch seine Pläne zur Ordination auf und lebte als Privatlehrer im Norden Schottlands. 1856 kehrte er nach Edinburgh zurück und übernahm eine Assistenzstelle bei William Hamilton. Nur fünf Monate nach der Aufnahme dieser Tätigkeit verstarb Hamilton. Dessen Nachfolger behielt aber Veitch und so assistierte dieser nun Alexander Campbell Fraser, der ihn schon als Student am New College schätzen gelernt hatte.
Er behielt diese Stelle von 1856 bis 1860 und übernahm dann eine Professur für Logik und Metaphysik an der University of St Andrews. Damit wurde er Kollege von James Frederick Ferrier, dem Professor für Moralphilosophie. Seine neue Rolle in St Andrews erforderte, dass er wie damals üblich auch Literatur lehrte. Er übernahm diese Aufgabe mit Enthusiasmus und änderte dadurch die Richtung seiner akademischen Arbeiten, wo er vermehrt als Historiker der Borders aktiv wurde und sich an Dichtung versuchte. 1862 heiratete er Eliza Hill, die einzige Tochter von George Wilson von Dalmarnock und Auchineden. Die Ehe blieb kinderlos.
1864 wurde Veitch nach Glasgow als Professor für Logik und Rhetorik berufen. Die Professur würde er bis zu seinem Tod halten. Obwohl er nun an einer viel größeren und angeseheneren Universität lehrte, gefiel ihm das Stadtleben dort überhaupt nicht, und er verbrachte viel Zeit in dem Haus, das er sich in den Scottish Borders gebaut hatte. Hier engagierte er sich fortan sechs Monate des Jahres im öffentlichen Leben, in der Erforschung der Geschichte, der Politik usw. Freundschaften verbanden ihn mit Personen wie James David Forbes, James Frederick Ferrier, John Tulloch, William Young Sellar und John Campbell Shairp.
Veitchs Kohorte in Edinburgh brachte eine Serie von fähigen Juristen, Kirchenmännern und Akademikern hervor. Veitch selbst galt als brillanter Intellektueller und hervorragender Philosoph. Noch bevor er eine Universitätsposition erlangte, hatte er Descartes ins Englische übersetzt (Discourse on Method and The Meditations; The Method, Meditations, And Philosophy of Descartes) und war damit der erste, der Descartes der lesenden Bevölkerung Großbritanniens näherbrachte. Rückblickend war das möglicherweise seine größte Lebensleistung als Philosoph. Seine Leistungen als konstruktivistischer Philosoph wurden vom damals international bekannten William Hamilton überschattet und weniger gewürdigt. 1872 erkannte die University of Edinburgh seine Leistungen an, indem ihm die Ehrendoktorwürde, LL.D. verliehen wurde.
1862 veröffentlichte Veitch ein Memoir of Hamilton. 1882 folgte ein Band zu William Hamilton in der Serie des Blackwood Verlags Famous Philosophers und 1883 folgten zwei weitere Vorlesungen zu Hamilton und seiner Philosophie. Diese Arbeiten markierten ihn unausweichlich als einen von Hamiltons Adepten, dessen eigene Leistungen nicht so sehr ins Gewicht fielen. Zudem investierte Veitch viel intellektuelle Energie in zwei Bände von Border-Literatur, etwas Geschichte und etwas Poesie.
Veitch sicherte sich seinen Platz in der schottischen Philosophie mit seiner Biographie zu Dugald Stewart (Life of Dugald Stewart) und dessen Rolle als selbstbewusster Exponent der alten schottischen Schule.
Veitchs Lebensgeschichte wurde 1896 durch seine Nichte, Mary R. L. Bryce, veröffentlicht.

## Bibliographie

### Bücher
- Memoir of Dugald Stewart 1857.
- Memoir of Sir William Hamilton, Bart (1869) Blackwood’s Philosophical Classics
- The Tweed, and other Poems (1875)
- Lucretius and the Atomic Theory (1875)
- The history and poetry of the Scottish border; their main features and relations (1878)
- Institutes of Logic (1885)
- The feeling for nature in Scottish poetry (1887)
- Knowing and Being (1889)
- Merlin and other poems (1889)
- Dualism and Monism, and other essays (1895)
- Border Essays (1896)

### Vorlesungen
- Sir William Hamilton: the man and his philosophy: two lectures delivered before the Edinburgh Philosophical Institution, January and February 1883 (1883)